# 560522 Gombaszogi
560522 Gombaszogi este o planetă minoră (asteroid) din centura de asteroizi. A fost descoperită pe 20 octombrie 2012 la Piszkéstetői Obszervatórium⁠(d) de Király Amanda⁠(d) și a fost numită după Gombaszögi Ella⁠(d). 
Obiectul prezintă o orbită caracterizată de o semiaxă mare de 3,1561887820482 UAi, o excentricitate de 0,072398847264662, o înclinație de 10,329943826771 ° în raport cu ecliptica.